# Antoine de Loménie de La Ville-aux-Clercs
Pour les autres membres de la famille, voir Famille de Loménie.
Antoine de Loménie, seigneur de La Ville-aux-Clercs, né en 1560 et décédé le 17 janvier 1638 à Paris, est un aristocrate et homme politique français des XVIe et XVIIe siècles. 

## Biographie
Antoine de Loménie est le fils de Martial de Loménie, seigneur de Versailles (†1572 dans le massacre de la Saint-Barthélemy, Paris) et de Jacqueline Pinault. 
En 1595, il est envoyé en ambassade extraordinaire auprès de la reine Elizabeth d’Angleterre pour tenter d’obtenir une alliance franco-anglaise contre l’Espagne. Sa mission est un échec mais ses efforts lui valent d’être nommé par Henri IV secrétaire d’État de Navarre en 1598. Il est ensuite secrétaire du Cabinet du Roi, puis premier commis de Martin Ruzé de Beaulieu, secrétaire d’État chargé de la Maison du Roi. En 1606, il obtient l’autorisation du Roi de succéder à ce dernier (survivance), et prend sa suite à sa mort, en 1613.
De son mariage, en 1593, avec Anne d’Aubourg, dame de Porcheux, naît Henri-Auguste de Loménie, seigneur de La Ville-aux-Clercs puis comte de Brienne. Celui-ci obtient à son tour la survivance de la charge de secrétaire d’État de la Maison du Roi, à partir de 1615. Jusqu’en 1638, il en exerce les fonctions de manière officielle conjointement avec son père. Dans la pratique, l’âge avancé d’Antoine de Loménie détermine rapidement un exercice lui incombant en totalité. En 1631, Claude de Bullion, le maréchal d’Effiat et le marquis de Châteauneuf préfèrent éviter d’avoir recours à lui dans le cadre de l’enregistrement au parlement de Paris des lettres patentes créant Richelieu, Bernard de Nogaret de La Valette et François de La Rochefoucauld ducs et pairs de France.
Il est inhumé dans le cimetière Saint-Nicolas-des-Champs.

## Mariage et descendance
Marié le 1er octobre 1593 avec Anne d'Aubourg, dame de Porcheux (†1608). De cette union naissent : 
- Henri-Auguste de Loménie (1595-1666) ;
- Catherine Henriette (†1667), épouse d'Henri Ier d'Orléans-Rothelin ;
- Marie Antoinette.